# Kilton, North Yorkshire
Kilton är en by i civil parish Lockwood, i distriktet Redcar and Cleveland, i grevskapet North Yorkshire, i England. Byn är belägen 2 km från Brotton. Kilton var en civil parish 1866–1974 Civil parish hade 250 invånare år 1951. Byn nämndes i Domedagsboken (Domesday Book) år 1086, och kallades då Chilton/Chiltun.